# Richard M. Sherman
Pour les articles homonymes, voir Sherman.
 (mai 2024).
Si vous disposez d'ouvrages ou d'articles de référence ou si vous connaissez des sites web de qualité traitant du thème abordé ici, merci de compléter l'article en donnant les références utiles à sa vérifiabilité et en les liant à la section « Notes et références ».
Richard Morton Sherman est un auteur-compositeur américain né le 12 juin 1928 à New York (État de New York) et mort le 25 mai 2024 à Beverly Hills (Californie).
Il est célèbre pour le duo qu'il composait avec son frère Robert (1925-2012) sous le nom des frères Sherman. Tous deux ont collaboré pendant 40 ans pour les studios Disney : compositeurs pour Le Livre de la jungle (1967), ils ont aussi composé la musique de comédies musicales à succès à l'instar de Mary Poppins (1964), Le Plus Heureux des milliardaires (1967) ou encore Chitty Chitty Bang Bang (1968). Avec son frère, il a remporté deux Oscars. Après la mort de ce dernier, il se fait plus discret et assure à l'occasion le rôle de conseiller musical pour plusieurs autres productions des studios Disney, en particulier sur Le Retour de Mary Poppins, sorti en 2018.

## Biographie

### Jeunesse et études
Richard Morton Sherman naît le 12 juin 1928 à New York. Ses parents, Al Sherman et Rosa Dancis, immigrants juifs russes, sont artistes de music-hall. Après sept années de tournées dans le pays, les Sherman s'installent en 1937 à Beverly Hills en Californie. Étudiant à la Beverly Hills High School, Richard se passionne pour la musique et apprend de nombreux instruments dont la flûte, le piccolo et le piano.
À l'été 1946, durant la cérémonie des diplômes, il joue en duo avec André Previn, ce dernier au piano et Richard à la flûte. Suivant les traces de son frère, il entre au Bard College dans l'État de New York et en sort major de promotion, après l'écriture de nombreuses sonates et compositions, pour se lancer avec son frère dans l'écriture de chansons comme un défi vis-à-vis de leur père, compositeur à succès de la Tin Pan Alley (avec notamment No! No! A Thousand Times No! et You Gotta Be a Football Hero). 
De 1953 à 1955, il rejoint les troupes du conflit coréen comme musicien et sert de chef d'orchestre pour plusieurs formations, sans toutefois prendre part aux combats.

### Les frères Sherman
En 1958, Robert et Richard fondent leur société de publication musicale, Music World Corporation qui travaillera plus tard avec la filiale Wonderland Music Company de la Walt Disney Company. Ils rencontrent leur premier succès avec le single You're Sixteen, interprété par Johnny Burnette et qui se classe 8e au Billboard Hot 100 en décembre 1960 et 3e au Royaume-Uni quelques mois plus tard.
En 1961, les deux frères entament une collaboration avec les studios Disney, composant pour eux la musique de films, tels que Monte là-d'ssus et La Fiancée de papa, dont la chanson Let's Get it Together interprétée par Hayley Mills se classe à nouveau 8e au Billboard Hot 100, et d'attractions des parcs à thèmes, dont le célèbre It's a Small World ou l'hymne de Carousel of Progress. Suivent entre autres Merlin l'Enchanteur (1963), Mary Poppins (1964), qui leur vaut les Oscars de la Meilleure musique originale et de la Meilleure chanson originale pour Chim Chim Cher-ee, et Livre de la jungle (1967). 
Ils cessent leur collaboration exclusive avec Disney à la mort de Walt Disney en 1966 pour mener une carrière indépendante. Ils signent ainsi les chansons du film Chitty Chitty Bang Bang (1968), produit par Albert R. Broccoli, producteur des James Bond, du Petit Monde de Charlotte (1973) ou encore de Little Nemo : Les Aventures au pays de Slumberland (1993). Ils participent toutefois à l'écriture de six chansons originales pour Les Aventures de Tigrou (2001) des studios Disney.
Dans les années 2000, Robert s'installe à Londres et les deux frères supervisent les adaptations scéniques de deux de leurs plus grands succès : Chitty Chitty Bang Bang et Mary Poppins, produit en collaboration par Disney et Cameron Mackintosh. Créé le 28 avril 2005 à Broadway, Chitty Chitty Bang Bang est à ce jour le spectacle ayant connu la plus longue exploitation au London Palladium.

### Conseiller musical
Inactif depuis la fin des années 2000, Richard reprend en 2013, un an après la mort de son frère, la route des studios Disney qui sont en plein développement du biopic Dans l'ombre de Mary (Saving Mr.Banks), avec Emma Thompson et Tom Hanks. Le film raconte les coulisses la genèse de la production de Mary Poppins et comment Walt Disney convainquit Pamela L. Travers de lui céder les droits de son roman. Thomas Newman, le compositeur du film, décide de faire appel à Robert comme conseiller musical, tandis que John Lee Hancock lui demande son aide en qualité de conseiller historique. Le film sort en salles en 2018 et est un véritable succès.
En 2015, Jon Brion qui travaille sur la bande originale du remake de Winnie l'ourson, lui demande son aide comme conseiller musical bien qu'il n'y ait pas de chansons composées par les frères Sherman dans le film. Richard Sherman ne reçoit de fait aucune rétribution financière et n'est pas crédité au générique. 
En 2018, il collabore avec Marc Shaiman et Scott Wittman sur les chansons et la bande originale du film Le Retour de Mary Poppins. Shaiman et Wittman réutilisent des morceaux composés avec son frère pour Mary Poppins.
En 2023, il écrit une nouvelle chanson avec le compositeur Fabrizio Mancinelli pour le court métrage d'animation d'Andreas Deja, Mushka. La chanson, intitulée Mushka's Lullabye, est interprétée par la soprano Holly Sedillos.

### Mort
Richard Sherman meurt le 25 mai 2024 à Beverly Hills à l'âge de 95 ans.

### Vie privée
Richard Sherman épouse en 1957 Elizabeth Gluck, déjà mère d'une fille, Linda, d'un précédent mariage. Le couple aura deux enfants : Gregory et Victoria.

## Filmographie

### Cinéma
en tant que compositeur
- 1961 : Monte là-d'ssus (The Absent-Minded Professor) de Robert Stevenson
- 1961 : La Fiancée de papa (The Parent Trap) de David Swift et Ivan Volkman
- 1962 : Bon Voyage ! de James Neilson
- 1963 : Merlin l'Enchanteur de Wolfgang Reitherman
- 1964 : Mary Poppins de Robert Stevenson
- 1964 : Calloway le trappeur de Norman Tokar
- 1967 : Le Plus Heureux des milliardaires de Norman Tokar
- 1967 : Le Livre de la jungle de Wolfgang Reitherman
- 1968 : The One and Only, Genuine, Original Family Band de Michael O'Herlihy
- 1968 : Chitty Chitty Bang Bang de Ken Hughes
- 1970 : Les Aristochats de Wolfgang Reitherman
- 1971 : L'Apprentie sorcière de Robert Stevenson
- 1972 : Snoopy, Come Home de Bill Melendez
- 1973 : Le Petit Monde de Charlotte de Charles A. Nichols et Iwao Takamoto
- 1973 : Tom Sawyer de Don Taylor
- 1974 : Huckleberry Finn de  J. Lee Thompson
- 1976 : The Slipper and the Rose: The Story of Cinderella de Bryan Forbes
- 1977 : Les Aventures de Winnie l'ourson de John Lounsbery et Wolfgang Reitherman
- 1978 : La Magie de Lassie de Don Chaffey
- 1983 : Sacrée journée pour Bourriquet (Winnie the Pooh and a Day For Eeyore) de Rick Reinert
- 1993 : Little Nemo : Les Aventures au pays de Slumberland de Masami Hata et William T. Hurtz
- 1998 : Mulan de  Barry Cook et Tony Bancroft
- 2000 : Les Aventures de Tigrou de Jun Falkenstein

en tant que conseiller musical
- 2013 : Dans l'ombre de Mary (Saving Mrs Banks) de John Lee Hancock
- 2015 : Jean-Christophe et Winnie (Christopher Robin) de Marc Forster (non-crédité)
- 2016 : Le Livre de la jungle (Jungle Book) de Jon Favreau
- 2018 : Le Retour de Mary Poppins (Mary Poppins Returns) de Rob Marshall

### Télévision
- 1962 : Escapade in Florence de Steve Previn

## Théâtre
- 2005 : Chitty Chitty Bang Bang, comédie musicale de Jeremy Sams, Robert B. et Richard M. Sherman
- 2015 : Mary Poppins, comédie musicale de Julian Fellowes, Robert B. et Richard M. Sherman

## Musique pour les attractions des parcs Disney
- 1964 : There's a Great Big Beautiful Tomorrow pour Carousel of Progress et It's a Small World, conçus pour la foire internationale de New York 1964-1965 et repris dans les parcs en 1966-1967
- 1967 : Miracles from Molecules pour Adventure Thru Inner Space
- 1982 : Making Memories pour Magic Journeys
- 1983 : One Little Spark pour Journey Into Imagination
- 1998 : Magic Highways pour Rocket Rods